# Sonoko Kawai
Sonoko Kawai (河合その子, Kawai Sonoko). (n. 20 de junio de 1965, en Tōkai, Japón). Es una cantautora, actriz y ex-idol japonesa, activa principalmente en la década de los 1980. Formó parte del grupo idol Onyanko Club, como la miembro número 12. Al haber contraído nupcias adoptó el nombre de Sonoko Goto (後藤その子, Goto Sonoko). Sin embargo ella siguió trabajando con su nombre de soltera. 

## Biografía
Tras una audición realizada por CBS Sony en el año 1983. Debutaría en el programa; donde obtuvo el segundo lugar. En 1985, se unió a Onyanko Club en el programa televisivo:
. Fue una de las miembros, que rápidamente alcanzó popularidad dentro del grupo. Otorgándole la oportunidad de desarrollar una carrera como solista. Con el lanzamiento de su primer single "Namida no Jasmine LOVE".
En 1986 liberó su siguiente sencillo: "Aoi Station". del álbum de estudio; "Siesta". Mismo que obtuvo un rotundo éxito, posicionándose en el puesto número 1 por dos semanas consecutivas en las listas de singles oricon. El éxito del sencillo fue tal, que se convirtió posteriormente en el eslogan de kawai.

### Carrera posterior
Meses más tarde se graduó del grupo para enfocar su carrera como solista y actriz. Formando parte del elenco en la serie Sukeban Deka. Además pasó a ser anfitriona del programa hermano. 
En 1988, decidió dejar de hacer apariciones públicas. Centrando su carrera en la producción, y como compositora de sus propios temas. Entre los que destacan sencillos de su álbum "Dancin 'In The Light" liberado en 1989. 
A principios de 1990, saco a la venta lo que sería su último álbum de estudio nombrado: "Replica", el cual fue compuesto en su totalidad por ella misma. 
A pesar de mantener una carrera prolífica, en los años siguíentes decidió retirarse temporalmente de la música. Debido a que contraería nupcias. Tras una larga ausencia que se prolongó por varios años. En el año 2000 reapareció fugazmente en el drama de tv;. 
Una década más tarde, en 2010. Reapareció nuevamente en un comercial de cosméticos, de la empresa Shiseido.

## Vida personal
En 1994, Sonoko contrajo nupcias con Goto Tsugutoshi, productor musical que colaboró en la composición de varios de sus temas durante su carrera artística. En 2010 la pareja reveló tener un hijo, producto de su relación.

## Discografía

### Álbumes de estudio
| 5 de diciembre de 1985 | Sonoko               |
| 21 de mayo de 1986     | Siesta               |
| 5 de octubre de 1986   | Mode de Sonoko       |
| 22 de julio de 1987    | Rouge et Bleu        |
| 21 de mayo de 1988     | Colors               |
| 21 de marzo de 1989    | Dancin' In the Light |
| 21 de abril de 1990    | Replica              |